# Mistrovství světa v ledolezení 2019
Mistrovství světa v ledolezení 2019 (anglicky UIAA Ice Climbing World Championships) proběhlo 8.-10. března v ruském Kirově v ledolezení na obtížnost i rychlost, mistrovství nebylo součástí světového poháru.

## Češi na ME
Aneta Loužecká skončila v obou disciplínách na posledním 17. místě.

## Výsledky mužů a žen
| obtížnost                          | obtížnost                | rychlost               | rychlost                    |
| ---------------------------------- | ------------------------ | ---------------------- | --------------------------- |
| muži                               | ženy                     | muži                   | ženy                        |
| 1. Nikolaj Kuzovlev                | 1. Sin Un-son            | 1. Vladislav Iurlov    | 1. Marija Tolokoninová      |
| 2. Maxim Tomilov                   | 2. Marija Tolokoninová   | 2. Anton Sucharev      | 2. Natalja Savická          |
| 3. Alexej Maršalov                 | 3. Mariam Filippovová    | 3. Anton Nemov         | 3. Valerija Bogdanová       |
|                                    |                          |                        |                             |
| 4. Dmitriy Grebennikov             | 4. Enni Bertling         | 4. Nikolaj Kuzovlev    | 4. Irina Dubovcevová        |
| 5. Mohammadreza Safdarian Korouyeh | 5. Marion Thomas         | 5. Maxim Vlasov        | 5. Jekatěrina Koščejevová   |
| 6. Alexander Karandashev           | 6. Valerija Bogdanová    | 6. Leonid Malych       | 6. Jekatěrina Feoktistovová |
| 7. Louna Ladevant                  | 7. Anastasia Zazdravnykh | 7. Ivan Spicyn         | 7. Iuliia Filateva          |
| 8. Alexej Děngin                   | 8. Shabnam Asadi         | 8. Mohsen Beheshti Rad | 8. Alena Vlasova            |
| 8 finalistů                        | 8 finalistek             | 8/4 finalistů          | 8/4 finalistek              |
| 18 semifinalistů                   | 17 semifinalistek        | 16 semifinalistů       | 16 semifinalistek           |
| 26 mužů                            | 17 žen                   | 25 mužů                | 17 žen                      |

### Medaile podle zemí
| pořadí | stát        | Zlatá medaile | Stříbrná medaile | Bronzová medaile | celkem |
| ------ | ----------- | ------------- | ---------------- | ---------------- | ------ |
| 1.     | Rusko       | 3             | 4                | 4                | 11     |
| 2.     | Jižní Korea | 1             | 0                | 0                | 1      |